# Arctic Race of Norway 2017
L'Arctic Race of Norway 2017, 5a edició de l'Arctic Race of Norway, es disputà entre el 10 i el 13 d'agost de 2017 sobre un recorregut de 680 km repartits quatre etapes. L'inici de la cursa va tenir lloc a Engenes, mentre el final fou a Tromsø. La cursa formava part del calendari de l'UCI Europa Tour 2017, amb una categoria 2.HC.
El vencedor final fou el belga Dylan Teuns (BMC Racing Team), que també s'emportà la classificació dels joves i la dels punts, així com la victòria a la primera i quarta etapes. Segon quedà el noruec August Jensen (IAM Cycling) i el neerlandès Michel Kreder (Aqua Blue Sport) els acompanyà al podi. L'austríac Bernhard Eisel (Team Dimension Data) guanyà la classificació de la muntanya i el Joker Icopal la classificació per equips.

## Equips
| WorldTeams (5)- BMC Racing Team - Astana - Dimension Data - Katusha-Alpecin - Team Sunweb Equips continentals professionals (12)- Novo Nordisk - WB-Veranclassic-Aqua Protect - CCC Sprandi Polkowice - Cofidis, Solutions Crédits - Gazprom-RusVelo - Direct Énergie - Delko Marseille Provence KTM - Fortuneo-Oscaro - Nippo-Vini Fantini - Wanty-Groupe Gobert - Aqua Blue Sport - Sport Vlaanderen-Baloise Equips continentals (4)- Sparebanken Sør - Joker Icopal - Coop - FixIT.no |
| |

## Etapes
| Etapa    | Data      | Ciutats d'etapa              | type              | Distància (km) | Vencedor de l'etapa | Líder de la general |
| -------- | --------- | ---------------------------- | ----------------- | -------------- | ------------------- | ------------------- |
| 1a etapa | 10 de ago | Engenes – Narvik             | etapa accidentada | 156,5          | Dylan Teuns         | Dylan Teuns         |
| 2a etapa | 11 de ago | Sjøvegan – Bardufoss Airport | etapa plana       | 177,5          | Alexander Kristoff  | Dylan Teuns         |
| 3a etapa | 12 de ago | Lyngseidet – Tromsø          | etapa accidentada | 185,5          | August Jensen       | Dylan Teuns         |
| 4a etapa | 13 de ago | Tromsø – Tromsø              | etapa accidentada | 160,5          | Dylan Teuns         | Dylan Teuns         |

## Classificació final
| \| Classificació general \| Classificació general \| Classificació general \| Classificació general \| Classificació general \| \| Corredor \| Corredor \| Equip \| Temps \| \| \| --------------------- \| ---------------------- \| ---------------------------- \| --------------------- \| --------------------- \| \| 1r \| Dylan Teuns \| BMC Racing Team \| 15h 56' 15" \| \| \| 2n \| August Jensen \| Team Coop \| + 29" \| \| \| 3r \| Michel Kreder \| Aqua Blue Sport \| + 43" \| \| \| 4t \| Alexander Kristoff \| Katusha-Alpecin \| + 45" \| \| \| 5è \| Eliot Lietaer \| Sport Vlaanderen-Baloise \| + 45" \| \| \| 6è \| Quentin Pacher \| Delko-Marseille Provence-KTM \| + 45" \| \| \| 7è \| Bjørn Tore Hoem \| Joker Icopal \| + 49" \| \| \| 8è \| Carl Fredrik Hagen \| Joker Icopal \| + 49" \| \| \| 9è \| Amanuel Gebrezgabihier \| Dimension Data \| + 55" \| \| \| 10è \| Andrí Hrivko \| Astana \| + 57" \| \| |                        |                              |             |
| |                        |                              |             |
| Font: ProCyclingStats |                        |                              |             |
| Classificació general |                        |                              |             |
| Corredor | Corredor               | Equip                        | Temps       |
| 1r | Dylan Teuns            | BMC Racing Team              | 15h 56' 15" |
| 2n | August Jensen          | Team Coop                    | + 29"       |
| 3r | Michel Kreder          | Aqua Blue Sport              | + 43"       |
| 4t | Alexander Kristoff     | Katusha-Alpecin              | + 45"       |
| 5è | Eliot Lietaer          | Sport Vlaanderen-Baloise     | + 45"       |
| 6è | Quentin Pacher         | Delko-Marseille Provence-KTM | + 45"       |
| 7è | Bjørn Tore Hoem        | Joker Icopal                 | + 49"       |
| 8è | Carl Fredrik Hagen     | Joker Icopal                 | + 49"       |
| 9è | Amanuel Gebrezgabihier | Dimension Data               | + 55"       |
| 10è | Andrí Hrivko           | Astana                       | + 57"       |